# (33568) Godishala
1999 JN29 (asteroide 33568) é um asteroide da cintura principal. Possui uma excentricidade de 0.02868390 e uma inclinação de 4.18680º.
Este asteroide foi descoberto no dia 10 de maio de 1999 por LINEAR em Socorro.